# Hysteronaevia olivacea
Hysteronaevia olivacea är en svampart som först beskrevs av Mouton, och fick sitt nu gällande namn av John Axel Nannfeldt 1984. Enligt Catalogue of Life ingår Hysteronaevia olivacea i släktet Hysteronaevia, ordningen disksvampar, klassen Leotiomycetes, divisionen sporsäcksvampar och riket svampar, men enligt Dyntaxa är tillhörigheten istället släktet Hysteronaevia, familjen Dermateaceae, ordningen disksvampar, klassen Leotiomycetes, divisionen sporsäcksvampar och riket svampar. Arten är reproducerande i Sverige. Inga underarter finns listade i Catalogue of Life.